# 埃米·尼克松
埃米·尼克松（英語：Amy Nixon，1977年9月29日—），加拿大女子冰壶运动员。她曾代表加拿大参加2006年冬季奥林匹克运动会冰壶比赛，获得一枚铜牌。她也曾获得2012年世界女子冰壶锦标赛季军。